# رودی کارلیر
رودی کارلیر (انگلیسی: Rudy Carlier؛ زادهٔ ۱۹ ژانویهٔ ۱۹۸۶) بازیکن فوتبال اهل فرانسه است.
از باشگاه‌هایی که در آن بازی کرده‌است می‌توان به باشگاه فوتبال کلرمون فوت، باشگاه فوتبال کن، باشگاه فوتبال استراسبورگ، و باشگاه فوتبال ایبار اشاره کرد.